# 鮭紋海豬魚
鮭紋海豬魚（學名：Halichoeres salmofasciatus）為輻鰭魚綱鱸形目隆頭魚亞目隆頭魚科的其中一種，被IUCN列為易危保育類動物，分布於中東太平洋哥斯大黎加可可島海域，棲息深度7-30公尺，體長可達6.3公分，棲息在岩石底質海域，生活習性不明。